# Naktong Vallis

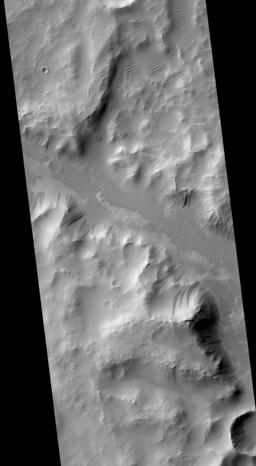
Naktong Valli (photo prise par l'orbiteur de reconnaissance de Mars HiRISE - Nasa).

Naktong Vallis est une vallée martienne s'étendant sur 494 km et centrée sur 5,2° N et 32,9° E, dans le quadrangle d'Arabia. Elle a été nommée en référence au Nakdong, un cours d'eau de Corée du Sud.
Naktong semble « se jeter dans » le cratère Arago, qui présente la particularité d'avoir des reliefs très peu marqués, comme s'il avait été comblé par des sédiments.
D'une manière plus large, Naktong est l'élément méridional du système de vallées Naktong-Scamander-Mamers qui traverse Terra Sabaea et contourne Arabia Terra par le nord jusqu'aux abords d'Acidalia Planitia.